# Kjersing
Kjersing (også kaldet Kærsing eller Kjærsing) er en bydel i Esbjerg mellem Gjesing, Kvaglund, Tarp og Esbjergmotorvejen. Området består i dag fortrinsvist af et større industriområde.
Stednavnet Kjersing, kaldtes i 1606 Kierssing, og bestod ved udskiftningen af to gårde, der lå i engområdets sydlige del, medens den nordlige del på daværende tidspunkt udgjordes af hede.
I 1937 blev der anlagt en flyveplads på heden, og ved tyskernes besættelse af Danmark i 1940 tog de den straks i besiddelse, og udbyggede den i løbet af krigen, blandt andet med flyverskjul, ammunitionsdepoter (beliggende helt oppe mod den nuværende sydlige udkant af Tarp), og bunkersanlæg. Den 27. august 1944 blev lufthavnen bombet så grundigt af englænderne, at tyskerne efterfølgende opgav at bruge den som lufthavn. Den fortsatte dog som militærlejr frem til krigens slutning, hvor den overgik til lejr for de tyske flygtninge. Efter krigen flyttedes Esbjerg Lufthavn til dens nuværende placering ved Korskroen, medens Kjersing-området så småt begyndte at blive udstykket til det industrikvarter, der i dag dækker en stadigt større del af området.
I industrikvarteret ligger blandt andet en afdeling af EUC Vest, chokolademælksfabrikken Cocio, og SE's hovedkontor.
Den firesporede Kjersing Ringvej er en væsentlig indfaldsvej fra Esbjergmotorvejen til det nordlige Esbjerg.
Bydelen hører til Bryndum Sogn.